# Juan Ramón Rocha
Juan Ramón Rocha (* 8. März 1954 in  Santo Tomé) ist ein ehemaliger argentinischer Fußballspieler und heutiger -trainer.

## Werdegang
Juan Ramon Rocha, der im zentralen offensiven Mittelfeld spielte, begann seine Profikarriere 1972 beim argentinischen Traditionsverein Newell’s Old Boys, mit dem er 1974 die Argentinische Meisterschaft gewann. 1979 wechselte er für eine Saison zum Ligarivalen Boca Juniors, ehe er 1980 bei Panathinaikos Athen einen Vertrag unterzeichnete. Rocha, der von den Fans den Spitznamen Indianer bekam und bis heute als einer der besten Ausländer angesehen wird, der je in der griechischen Liga aktiv war, sorgte bei seinem Wechsel nach Griechenland für einen Eklat, als er seinen Vertrag unter dem griechischen Namen Boublis unterzeichnete. Ihm wurde Urkundenfälschung vorgeworfen und Panathinaikos wurde der Zwangsabstieg in die zweite Liga angedroht. Nachdem alle Klage fallen gelassen wurden, kam Rocha bei Panathinaikos bis 1989 auf 227 Erstligaeinsätze und gewann zwei Griechische Meisterschaften (1984, 1985) sowie fünf Mal den Landespokal (1982, 1984, 1986, 1988, 1989).
Nach seiner Spielerkarriere übernahm Rocha das Traineramt bei den griechischen Vereinen Ilisiakos Athen, Kalamata sowie Skoda Xanthi, ehe er von 1994 bis 1996 und 1999 Panathinaikos trainierte. Herausragend war für ihn dabei die Saison 1995/96, als er es mit Panathinaikos bis ins Halbfinale der UEFA Champions League schaffte und dort knapp an Ajax Amsterdam scheiterte. Danach trainierte er in Griechenland noch Skoda Xanthi (2001) und Ilsiakos Athen (2006). Anschließend trainierte Rocha den zyprischen Verein Olympiakos Nikosia. Ab 2008 war er für Panathinaikos Athen als Scout und Jugendtrainer tätig. Vom 14. November 2012 bis zum 8. Januar 2013 übernahm er schließlich das Traineramt der Herrenmannschaft. Nach einer Saison beim polnischen Club Ruch Chorzów (2017/18) übernimmt er ab der Saison 2019/20 den Trainerposten bei Thesprotos Igoumenitsas.
Neben seiner Laufbahn als Vereinsspieler war Juan Ramon Rocha auch für die argentinische Fußballnationalmannschaft aktiv und kam dort auf insgesamt drei Einsätze.

## Erfolge
- Argentinischer Meister: 1974
- Griechischer Meister: 1984, 1985
- Griechischer Pokalsieger: 1982, 1984, 1986, 1988, 1989